# Микунь (сельское поселение Айкино)
 Микунь — деревня в Усть-Вымском районе Республики Коми в составе сельского поселения  Айкино. 

## География
Расположена на правобережье Вычегды на расстоянии менее 2 км по прямой от районного центра села Айкино на юго-запад.  

## История
Известна с 1916 года как деревня Микуньорд с 29 дворами. В 1920 здесь было дворов 24 и жителей 114, в 1926 26 и 99, в 1939 85 жителей, в 1959 150, в 1970 47, в 1989 17, в 1995 13 (8 хозяйств).

## Население
Постоянное население  составляло 4 человека (коми 100%) в 2002 году, 7 в 2010 .